# JSEEホールディングス
JSEEホールディングス株式会社（ジェイエスイーイーホールディングス、英: JSEE Holdings Co., LTD.）は、かつて存在した日本の投資運用会社。

## 概要
1999年11月11日、株式会社理想生活設立。事務機器の販売などをスタートさせる。2000年5月には事業目的を「ソフトウェアの開発及び開発支援サービス」に変更し、株式会社豆蔵に商号変更。2004年、東証マザーズ市場に上場。
創業者は鈴木高弘（現・しゃかいデザインCTO）、荻原紀男（現・豆蔵K2TOPホールディングス 代表取締役社長）、羽生田栄一（現・豆蔵 CTO）、萩本順三（現・匠 Business Place 代表取締役社長）の4名。なお、2014年6月より代表取締役社長の荻原は、コンピュータソフトウェア協会会長に就任している。

## 社名とロゴの由来

### 社名
旧社名の「豆蔵」の「豆」はJava Beansに由来している。プログラミングの塊であるBeans（豆）の蔵元になりたいという思いから名付けられた。また、いずれは海外展開も考えていたため、漢字で親しみやすい社名にした。

### ロゴ
「Climb to The Top of K2」
「K2」は世界一登ることが困難な山と言われており、豆蔵の「M」を山に見立てたロゴマークには「私たちは困難な山の頂を目指す会社である」というメッセージが込められている。

## 沿革
参照：豆蔵ホールディングス『第20期 有価証券報告書』、2019年6月26日（関東財務局長提出）、2023年12月1日閲覧。
- 1999年（平成11年）11月 - 事務機器の販売および事務処理の請負を目的として、株式会社理想生活設立[2]。
- 2000年（平成12年）
  - 1月 - 株式会社豆蔵に商号変更[2]。
  - 1月 - 東京都港区北青山にてソフトウエアの開発および開発支援サービス等の開業準備。
  - 5月 - 東京都渋谷区千駄ヶ谷5丁目15-5　DSビルに本社移転。
  - 5月 - ITコンサルティング事業（情報システム企画・設計・技術サポート）およびソフトウエア開発事業を開始。
  - 6月 - 教育サービス事業の開始
- 2001年（平成13年）1月 - 東京都新宿区四谷4丁目-3に本社移転
- 2003年（平成15年）9月 - 連結納税システム「連結Tax-Saver」が完成
- 2004年（平成16年）
  - 10月 - 東京都新宿区西新宿2丁目1-1に本社移転
  - 11月 - 東京証券取引所マザーズ市場に株式上場。
- 2006年（平成18年）
  - 3月 - 株式会社オープンストリームの株式を取得し、子会社化[4]。
  - 10月 - 持株会社体制へ移行[3]。株式会社豆蔵OSホールディングスへ商号変更。新設分割により、当社の（グループ経営管理を除く）すべての事業を豆蔵（2代）に承継。
- 2008年（平成20年）10月 - 情報技術開発との資本業務提携。
- 2009年（平成21年）12月31日 - フォスターネット[注釈 3][5]、及びネクストスケープ[注釈 4][6]の全株式を取得、子会社化。
- 2010年（平成22年）9月 - 碼媒卓軟件(上海)有限公司を設立。
- 2011年（平成23年）
  - 6月 - アクシスソフトの株式を取得、子会社化[7]。
  - 11月 - ジェイエムテクノロジー株式会社の株式を取得、子会社化[8][9]。
  - 12月 - 碼媒卓軟件(上海)有限公司（連結子会社）が、碼媒卓軟件(厦門)有限公司を子会社化。
- 2012年（平成24年）
  - 1月 - ジークホールディングスの株式を追加取得（同社及び同社子会社8社に対し、持分法を適用）[10]。
  - 7月 - 株式会社豆蔵ホールディングスへ商号変更。
- 2013年（平成25年）
  - 7月1日 - オープンストリームが、アクシスソフトを吸収合併[11]。
  - 10月25日 - 東証マザーズから東証第一部に市場変更。
- 2014年（平成26年）4月1日 - メノックス[注釈 5]の全株式を取得、子会社化[12]。
- 2015年（平成27年）
  - 1月1日 - デジタルメディア研究所を子会社化[13][14]。
  - 3月 - ジークホールディングスに対するTOBを実施、同社を連結子会社化[15]。
  - 4月 - ニュートラルが、日本ユニテックを吸収合併。
  - 7月 - センスシングスジャパンを設立。
- 2016年（平成28年）
  - 1月1日 - メノックスが、デジタルメディア研究所を吸収合併[16]。
  - 1月 - ジークホールディングスが、テクノライクス（同社子会社）の全株式を売却。
  - 4月1日 - ニュートラルが、アクロックスを吸収合併[17]。
  - 6月1日 - アイキュームの全株式を取得、子会社化[18]。
  - 7月 - ジークホールディングスを吸収合併[19]。
  - 8月1日 - メノックスが、アイキュームを吸収合併。
- 2017年（平成29年）
  - 1月 - アグラの株式を取得、子会社化[20]。
  - 3月31日 - 豆蔵(2代)が、アグラを吸収合併[21]。
  - 4月 - ジェイエムテクノロジーが、シアルシステムを吸収合併。
  - 8月1日 - オープンストリームが、メノックスを吸収合併[22]。
- 2019年（平成31年）
  - 1月 - センスシングスジャパンが、メガチップスのシステム事業を譲受
  - 4月 - ROBONを設立
- 2020年（令和2年）6月2日 - 当会社代表の萩原によるMBO成立に伴い、東証第一部上場廃止[23][24]。
- 2021年（令和3年）4月8日 - JSEEホールディングス株式会社へ商号変更[25]。
- 2023年（令和5年）9月1日 - 連結子会社のジェイエムテクノロジーに吸収合併され、解散[26]。